# سیدی بلعباس
سیدی بلعباس (به عربی: سیدی بلعباس) شهری در استان سیدی بلعباس واقع در کشور الجزایر است که در سال ۱۹۹۸ میلادی ۱۸۰٫۲۶۰ نفر جمعیت داشته و جمعیت آن در سال ۲۰۰۵ میلادی به ۲۰۸٫۴۹۸ نفر رسیده‌است.